# Anisodes lateritica
Anisodes lateritica là một loài bướm đêm trong họ Geometridae.